# 久米仙人
久米仙人（くめのせんにん）是久米寺（奈良縣橿原市）開祖的傳說人物。

## 概要
《久米寺流記》記載名為毛堅仙。在《七大寺巡禮私記》、《久米寺流記》、《元亨釋書》、《扶桑略記》等佛教關係諸書或《今昔物語集》、《徒然草》、《發心集》等說話和隨筆，皆有久米仙人的記述。
天平年間，住在大和國吉野郡龍門寺，使用飛行之術，看見在久米川邊洗濯的年輕女性的雪白小腿，一時著迷，失去神通力而墜地，娶其為妻。
遷都高市郡之時，久米仙人身為俗人，因賦役搬運木材，官員得知仙人之身分而揶揄。仙人發憤修行七日七夜後，得神通力，空運巨材。
當時的天皇得知後，賜免田30町，久米仙人在當地建寺，稱為久米寺。即久米寺之緣起（《今昔物語集》卷11）。
但是，《七大寺巡禮私記》或《久米寺流記》的記述是聖武天皇建東大寺，而非遷都工事。

## 關連項目
- 仙人